# Cole Ortiz
Cole Ortiz est un personnage fictif de 24 heures chrono joué par Freddie Prinze Jr. et apparaissant dans la saison 8. Il joue le directeur des équipes de terrain.

## Apparition
Cole Ortiz est un personnage régulier, il apparait dans tous les épisodes de la saison.

## Action du personnage
Cole s'apprête à se marier avec Dana Walsh et lorsqu'il s'apercevra qu'elle lui cache des choses, il découvrira qu'elle ne s'appelle Dana Walsh mais Jenny Scott car elle a commis un crime (inconnu pour le spectateur) et qu'une de ses anciennes connaissances Kevin Wade l'a fait chanter, il ira voir Kevin ainsi qu'un de ses amis en les menaçant de les tuer s'il les revoit, Kevin Accepte et Cole s'en va en compagnie de Dana mais l'ami de Kevin n'est pas prêt à laisser tomber il prend un revolver pour tuer Cole, Kevin lui demande d'arrêter, il tue Kevin avec un couteau puis est abattu par Cole quelques secondes plus tard en légitime défense.
Cole et Dana se débarrasseront des corps dans les marais alentour avant de retourner travailler à la cellule après une absence d'une heure et demie.